# Lynton and Lynmouth Cliff Railway

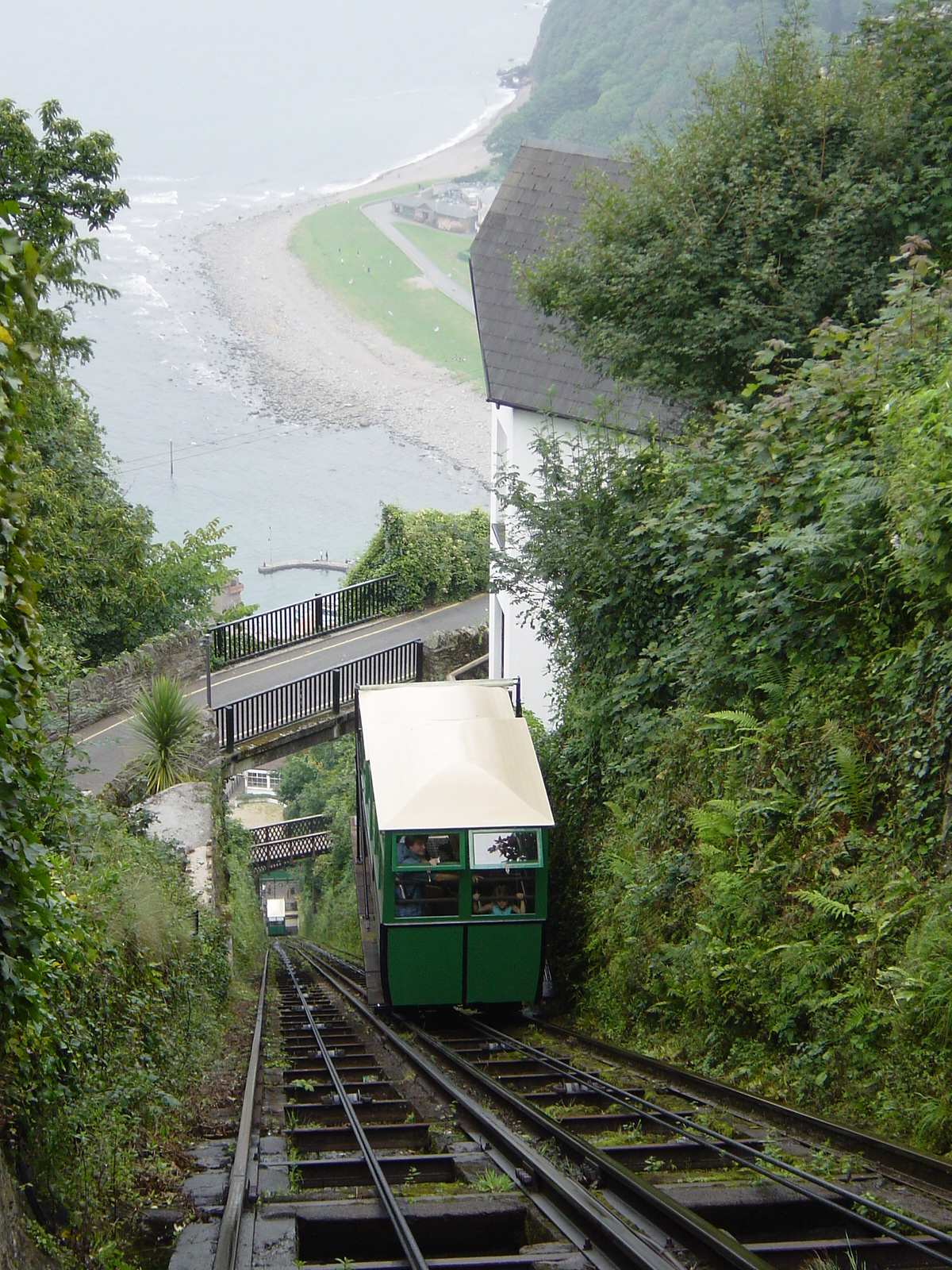
Vue de la ligne depuis Lynton

Le Lynton and Lynmouth Cliff Railway est un funiculaire qui relie les villages de Lynmouth et Lynton, qui forment la paroisse civile de Lynton and Lynmouth dans le Devon en Angleterre.  Il a été mis en service en 1890.

## Historique
Le premier projet de liaison entre les deux villages date de 1881. Le projet initial prévoyait un mécanisme à vapeur mais c'est finalement la technique du funiculaire à contrepoids d'eau qui est retenue pour actionner le funiculaire lorsque les travaux commencent, en 1887. Il a été conçu par l'ingénieur George Croydon Marks et financé pour l'essentiel par George Newnes qui possède une propriété dans les environs. Le funiculaire est inauguré le lundi de Pâques de 1890 et n'a jamais cessé de fonctionner depuis.

## Description

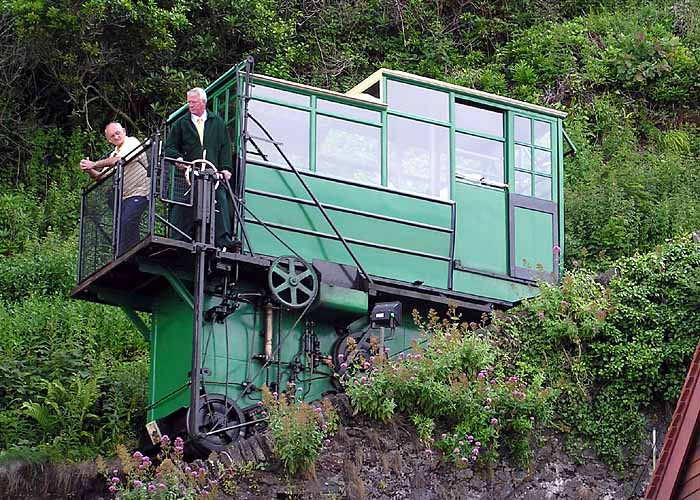
Vue latérale d'une voiture

La ligne comprend deux voitures de 40 places chacune. Le mécanisme est actionné par les eaux de la West Lyn River qui approvisionnent des réservoirs d'environ 3200 litres logés entre les roues de chacune des voitures. Le réservoir de la voiture inférieure est vidé tandis que celui de la voiture supérieure se remplit jusqu'à ce que son poids l'entraine dans la descente. 
La voie, large de 3 pieds 9 pouces (1,143 m), effectue une ascension de 500 pieds (152,4 m) sur une distance de 862 pieds (262,7 m), soit un dénivelé de 58%.